# Enhanced Cartridge Interface (ECI)
| \| A \| B \| C \| D \| E \| F \| H \| \| 1 \| 2 \| 3 \| 4 \| 5 \| 6 \| 7 \| |         |                           |   |   |   |   |
| Patillaje                                                                   |         |                           |   |   |   |   |
| A                                                                           |         | Reservado                 |   |   |   |   |
| B                                                                           | /IRQ    | Interrupt request         |   |   |   |   |
| C                                                                           | /HALT   | Halt CPU                  |   |   |   |   |
| D                                                                           | A13     | CPU Address bus line 13   |   |   |   |   |
| E                                                                           | A14     | CPU Address bus line 14   |   |   |   |   |
| F                                                                           | A15     | CPU Address bus line 15   |   |   |   |   |
| H                                                                           | GND     | Masa                      |   |   |   |   |
| 1                                                                           | /EXTSEL | External Select           |   |   |   |   |
| 2                                                                           | /RST    | Reset output              |   |   |   |   |
| 3                                                                           | /D1XX   | Chip select at area $D1xx |   |   |   |   |
| 4                                                                           | /MPD    | Math Pack (FP) disable    |   |   |   |   |
| 5                                                                           |         | Audio input               |   |   |   |   |
| 6                                                                           | /REF    | Refresh cycle             |   |   |   |   |
| 7                                                                           |         | +5V                       |   |   |   |   |
| A                                                                           | B       | C                         | D | E | F | H |
| 1                                                                           | 2       | 3                         | 4 | 5 | 6 | 7 |

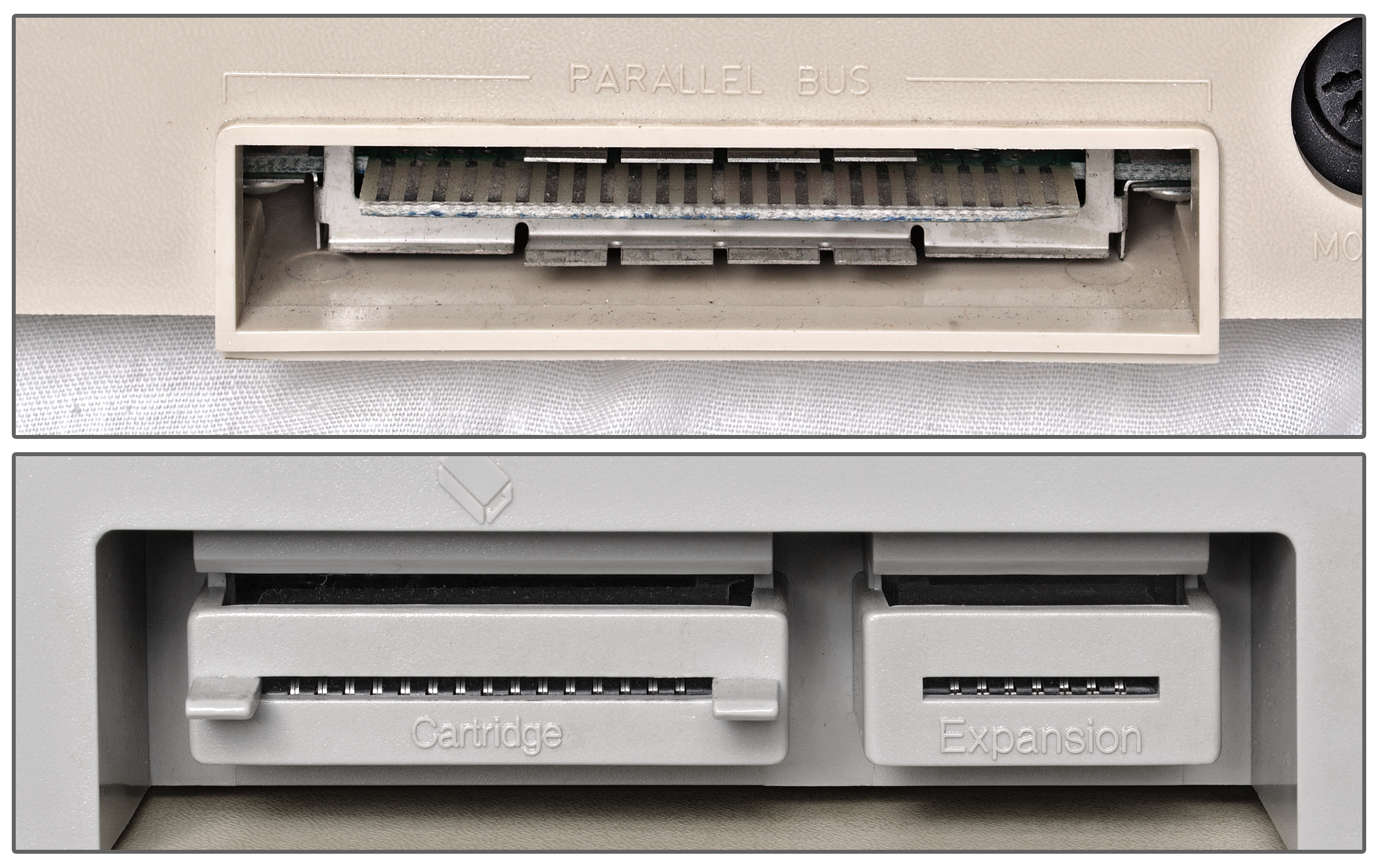
Interfaz de bus paralelo (PBI) Atari XL de 800XL (imagen superior) e interfaz de cartucho mejorada XE de 130XE (imagen inferior).

El Enhanced Cartridge Interface, abreviado ECI (Interfaz de cartucho mejorada) era una extensión de 14 pines a la ranura de cartuchos de los ordenadores de 8 bits Atari XE. Permitía a los dispositivos externos acceder a las líneas de datos y al bus del sistema. Es similar funcionalmente y compatible a nivel software con el Parallel Bus Interface (PBI) de la gama Atari XL.
El ECI está presente en los ordenadores Atari 65XE europeos, Atari 130XE y Atari 800XE. Entre otros, está soportado por los siguientes periféricos :
- KMK/JŻ/IDEa IDE Interface : proporciona una interfaz IDE
- ICD MIO Board : proporciona un RAMdisk, un puerto paralelo de impresora, un puerto serie y una interfaz de disco duro
- CSS Black Box : proporciona una interfaz SCSI, un puerto paralelo de impresora, un puerto serie, una controladora de unidades de disquete y un menú de gestión del sistema.